# バディ・カーライル
アール・レスター・カーライル（Earl Lester "Buddy" Carlyle , 1977年12月21日 - ）は、アメリカ合衆国ネブラスカ州オマハ出身の元プロ野球選手（投手）。右投左打。

## 経歴

### プロ入りとパドレス時代
1996年のMLBドラフト2巡目（全体38位）でシンシナティ・レッズに指名され、7月21日に契約。
1998年4月8日にトレードでサンディエゴ・パドレスに移籍し、翌1999年8月29日のミルウォーキー・ブルワーズ戦でメジャーデビュー。シーズン終盤にメジャー初白星を挙げる。

### 阪神時代
2000年11月3日に阪神タイガースに入団。1年目の2001年は7勝10敗と負け越し、防御率3.87はリーグ14位だった。2年目の2002年は調子を落とし更にマーク・バルデスやトレイ・ムーアが活躍しシーズンの大半を二軍暮らしになってしまった。結局、シーズン未勝利に終わり（2敗）、防御率も7.53と大きく悪化し、同年オフに解雇。

### LG時代まで
2002年12月18日にカンザスシティ・ロイヤルズとマイナー契約を結んだが、メジャーでの出場はなく、2003年10月15日にFAとなった。同年12月23日にニューヨーク・ヤンキースとマイナー契約を結んだ。2004年はマイナーリーグで12勝5敗・防御率3.19と好投したが、メジャー昇格はならず、FAとなった。11月18日にロサンゼルス・ドジャースとマイナー契約を結んだ。2005年に中継ぎとしてメジャー昇格も果たすが結果が出ず、すぐにマイナー降格。5月4日に放出された。12月15日にフロリダ・マーリンズと契約した。
2006年5月18日に放出され、翌日19日に、故障により退団したマニー・アイバーの代役として韓国プロ野球（KBO）のLGツインズと契約。

### ブレーブス時代
2006年12月4日にアトランタ・ブレーブスと契約。2007年6月7日に先発として登板し、7年269日ぶりのメジャーでの勝ち星を挙げる。しかしチームの中継ぎの事情により、その日のうちにマイナー降格という憂き目に遭った。また、7月6日のパドレス戦の4回、メジャー史上39回目の「1イニング三者3球三振」を記録。
2008年は45試合に登板してまずまずの成績を残すも、2009年は打ち込まれることが多く不本意な成績に終わる。10月9日にFAとなった。

### 日本ハム時代
2009年11月17日に北海道日本ハムファイターズとの契約に合意した旨が日本ハム球団から発表された。
2010年は、開幕一軍、先発ローテーションを任されたが、間もなく二軍落ち。監督、コーチからも捕手のサインに首を横に振ることが多かったことから「ストレート、速球に頼りすぎ」の評価を受けた。結局、7試合に登板（そのうち4試合は先発）し、開幕ローテーション入りも果たしたが1勝も挙げられずに9月30日に退団が決まった。

### ヤンキース復帰
2010年12月2日にニューヨーク・ヤンキースとマイナー契約を結んだ。
2011年4月23日にメジャー昇格。7月5日に傘下のAAA級スクラントン・ウィルクスバリ・ヤンキースに降格し、8月20日に自由契約になった。

### ブレーブス復帰
2012年1月30日にブレーブスとマイナー契約を結んだ。11月3日にFAとなった。

### ブルージェイズ傘下時代
2012年12月11日にトロント・ブルージェイズとマイナー契約を結んだ。
2013年は、傘下のAAA級バッファロー・バイソンズで開幕を迎えた。11月5日にFAとなった。

### メッツ時代
2014年2月18日にニューヨーク・メッツとマイナー契約を結んだ。開幕後は傘下のAAA級ラスベガス・フィフティワンズで18試合に登板。1勝1敗1セーブ・防御率1.27と好投し、5月31日にメッツとメジャー契約を結んだ。同日のフィラデルフィア・フィリーズ戦では同点の延長11回裏から3年ぶりのメジャー登板。3回を2安打無失点に抑え、直後の14回表にメッツが勝ち越したため、勝利投手となった。2度目の登板となった6月4日のシカゴ・カブス戦では、1.1回を無失点に抑えたが、6月5日にDFAとなり、6月7日にAAA級ラスベガスへ降格した。7月6日にジョン・ニースが故障で離脱したため、再びメッツとメジャー契約を結んだ。昇格後は3試合に登板したが、7月20日にDFAとなり、7月23日にAAA級ラスベガスへ降格した。7月26日に松坂大輔が故障者リスト入りしたため、メッツと再びメジャー契約を結んだ。この年は27試合に登板し、1勝1敗、防御率1.45だった。オフの10月31日に40人枠を外れ、AAA級ラスベガスへ降格し、11月4日にFAとなった。
2015年1月5日にメッツとマイナー契約で再契約した。4月5日にメジャー契約を結び昇格したが、5月14日に背中の痙攣で15日間の故障者入りし、7月7日に60日間の故障者リストに移行した。同年は11試合に投げたが、防御率5.63と今一つだった。しかし1勝を挙げたほか、メジャー初セーブもマークした。11月10日にFAとなった。
2016年はメッツと再びマイナー契約したが、スプリングトレーニング終盤に解雇された。

### 現役引退後
2016年5月10日に古巣アトランタ・ブレーブスのコーチ補佐に就任したことが発表され、同時に現役引退を表明した。
2017年からはロサンゼルス・エンゼルス傘下AA級モービル・ベイベアーズのコーチに就任し、翌2018年からはエンゼルス傘下マイナー巡回のピッチングコーディネーターを務めている。

## 人物
2009年5月に1型糖尿病を発症したことを明らかにしている。2010年春季キャンプ中、本人の希望で阪神のキャンプ地・宜野座を訪問し、同じく1型糖尿病を発症している岩田稔との対談を行った。

## 詳細情報

### 年度別投手成績
| 年 度    | 球 団    | 登 板 | 先 発 | 完 投 | 完 封 | 無 四 球 | 勝 利 | 敗 戦 | セ 丨 ブ | ホ 丨 ル ド | 勝 率 | 打 者 | 投 球 回 | 被 安 打 | 被 本 塁 打 | 与 四 球 | 敬 遠 | 与 死 球 | 奪 三 振 | 暴 投 | ボ 丨 ク | 失 点 | 自 責 点 | 防 御 率 | W H I P |
| -------- | -------- | ----- | ----- | ----- | ----- | -------- | ----- | ----- | -------- | ----------- | ----- | ----- | -------- | -------- | ----------- | -------- | ----- | -------- | -------- | ----- | -------- | ----- | -------- | -------- | ------- |
| 1999     | SD       | 7     | 7     | 0     | 0     | 0        | 1     | 3     | 0        | 0           | .250  | 162   | 37.2     | 36       | 7           | 17       | 0     | 2        | 29       | 1     | 0        | 28    | 25       | 5.97     | 1.41    |
| 2000     | SD       | 4     | 0     | 0     | 0     | 0        | 0     | 0     | 0        | 0           | ----  | 18    | 3.0      | 6        | 0           | 3        | 0     | 0        | 2        | 0     | 0        | 7     | 7        | 21.00    | 3.00    |
| 2001     | 阪神     | 28    | 26    | 0     | 0     | 0        | 7     | 10    | 0        | --          | .412  | 652   | 153.1    | 151      | 22          | 64       | 2     | 1        | 111      | 2     | 2        | 73    | 66       | 3.87     | 1.40    |
| 2002     | 阪神     | 3     | 3     | 0     | 0     | 0        | 0     | 2     | 0        | --          | .000  | 65    | 14.1     | 17       | 1           | 5        | 0     | 1        | 13       | 1     | 0        | 12    | 12       | 7.53     | 1.53    |
| 2005     | LAD      | 10    | 0     | 0     | 0     | 0        | 0     | 0     | 0        | 0           | ----  | 62    | 14.0     | 16       | 4           | 4        | 0     | 1        | 13       | 0     | 0        | 13    | 13       | 8.36     | 1.43    |
| 2006     | LG       | 32    | 3     | 0     | 0     | --       | 2     | 6     | 2        | 11          | .250  | 215   | 52.2     | 45       | 3           | 11       | 2     | 4        | 48       | 0     | 1        | 21    | 19       | 3.25     | 1.06    |
| 2007     | ATL      | 22    | 20    | 0     | 0     | 0        | 8     | 7     | 0        | 0           | .533  | 462   | 107.0    | 117      | 19          | 32       | 8     | 2        | 74       | 3     | 0        | 67    | 62       | 5.21     | 1.39    |
| 2008     | ATL      | 45    | 0     | 0     | 0     | 0        | 2     | 0     | 0        | 0           | 1.000 | 259   | 62.2     | 52       | 5           | 26       | 6     | 1        | 59       | 4     | 1        | 26    | 25       | 3.59     | 1.24    |
| 2009     | ATL      | 16    | 0     | 0     | 0     | 0        | 0     | 1     | 0        | 2           | .000  | 107   | 21.1     | 35       | 5           | 12       | 4     | 0        | 12       | 2     | 0        | 23    | 21       | 8.86     | 2.20    |
| 2010     | 日本ハム | 7     | 4     | 0     | 0     | 0        | 0     | 3     | 0        | 0           | .000  | 125   | 27.2     | 35       | 2           | 11       | 0     | 1        | 14       | 1     | 1        | 18    | 15       | 4.88     | 1.67    |
| 2011     | NYY      | 8     | 0     | 0     | 0     | 0        | 0     | 1     | 0        | 0           | .000  | 34    | 7.2      | 5        | 1           | 7        | 1     | 0        | 9        | 2     | 0        | 4     | 4        | 4.70     | 1.56    |
| 2014     | NYM      | 27    | 0     | 0     | 0     | 0        | 1     | 1     | 0        | 2           | .500  | 119   | 31.0     | 23       | 2           | 5        | 0     | 0        | 28       | 0     | 0        | 6     | 5        | 1.45     | 0.90    |
| 2015     | NYM      | 11    | 0     | 0     | 0     | 0        | 1     | 0     | 1        | 4           | 1.000 | 32    | 8.0      | 8        | 0           | 1        | 0     | 0        | 6        | 1     | 0        | 5     | 5        | 5.63     | 1.13    |
| MLB：9年 | MLB：9年 | 150   | 27    | 0     | 0     | 0        | 13    | 13    | 0        | 8           | .500  | 1255  | 292.1    | 298      | 43          | 107      | 19    | 6        | 232      | 13    | 1        | 179   | 167      | 5.14     | 1.39    |
| NPB：3年 | NPB：3年 | 38    | 33    | 0     | 0     | 0        | 7     | 15    | 0        | 0           | .318  | 842   | 195.1    | 203      | 25          | 80       | 2     | 3        | 138      | 4     | 3        | 103   | 93       | 4.28     | 1.45    |
| KBO：1年 | KBO：1年 | 32    | 3     | 0     | 0     | --       | 2     | 6     | 2        | 11          | .250  | 215   | 52.2     | 45       | 3           | 11       | 2     | 4        | 48       | 0     | 1        | 21    | 19       | 3.25     | 1.06    |

- 各年度の太字はリーグ最高

### 記録
NPB投手記録
- 初登板・初先発・初勝利：2001年4月6日、対横浜ベイスターズ1回戦（大阪ドーム）、6回1失点
- 初奪三振：同上、1回表に石井義人から見逃し三振

NPB打撃記録
- 初打席・初安打：2001年4月6日、対横浜ベイスターズ1回戦（大阪ドーム）、3回裏に小宮山悟から中前二塁打
- 初打点：2001年5月6日、対中日ドラゴンズ9回戦（阪神甲子園球場）、4回裏に武田一浩から右前適時打

### 背番号
- 58 (1999年 - 2000年、2005年)
- 26 (2001年 - 2002年)
- 99 (2006年)
- 38 (2007年 - 2009年)
- 12 (2010年)
- 41 (2011年)
- 44 (2014年)
- 43 (2015年)